# Truss

Bilden visar ISS i juli 2021.

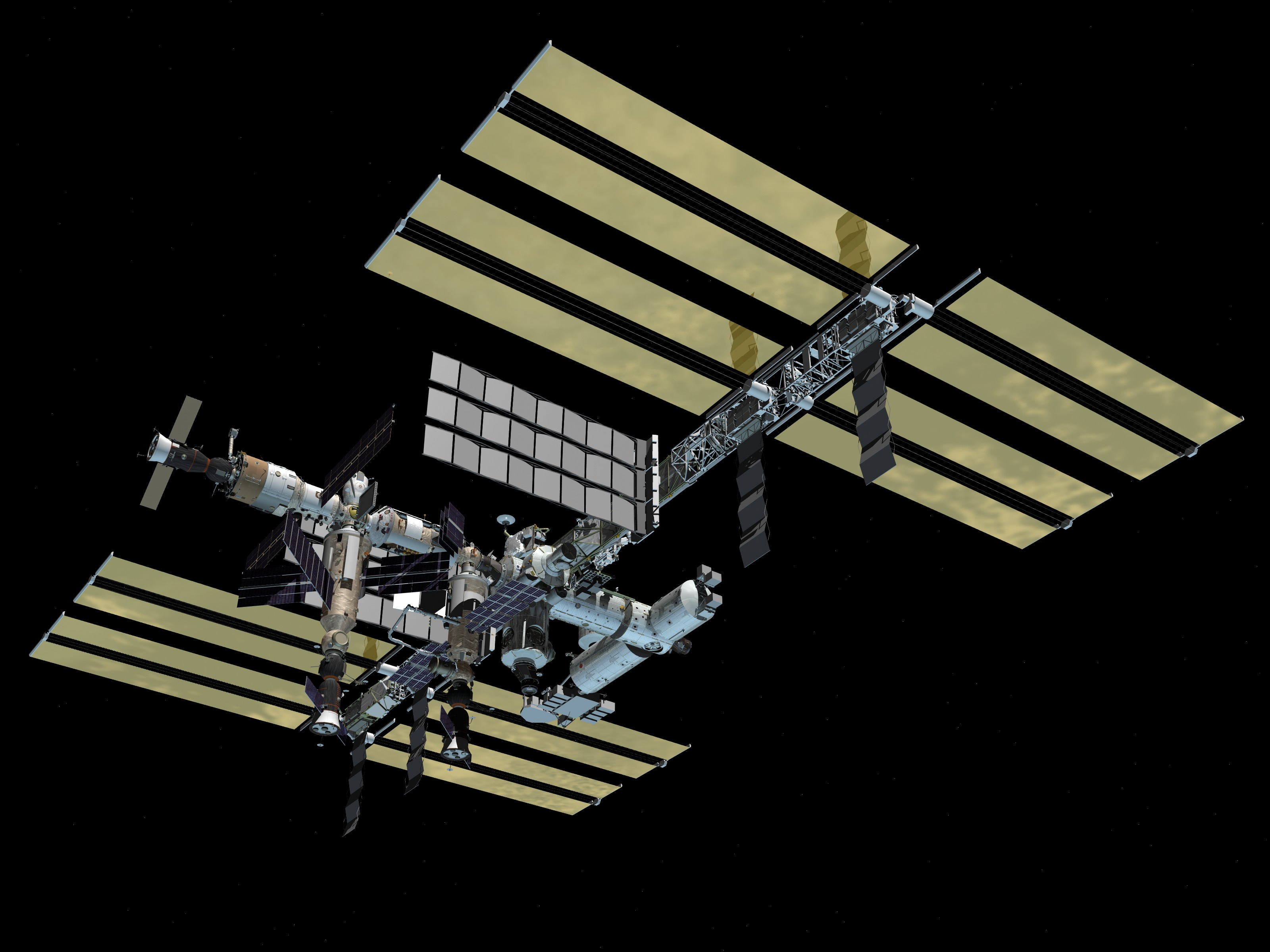
Modell av ISS med komplett truss och solpaneler. (Som den var planerad 2006.)

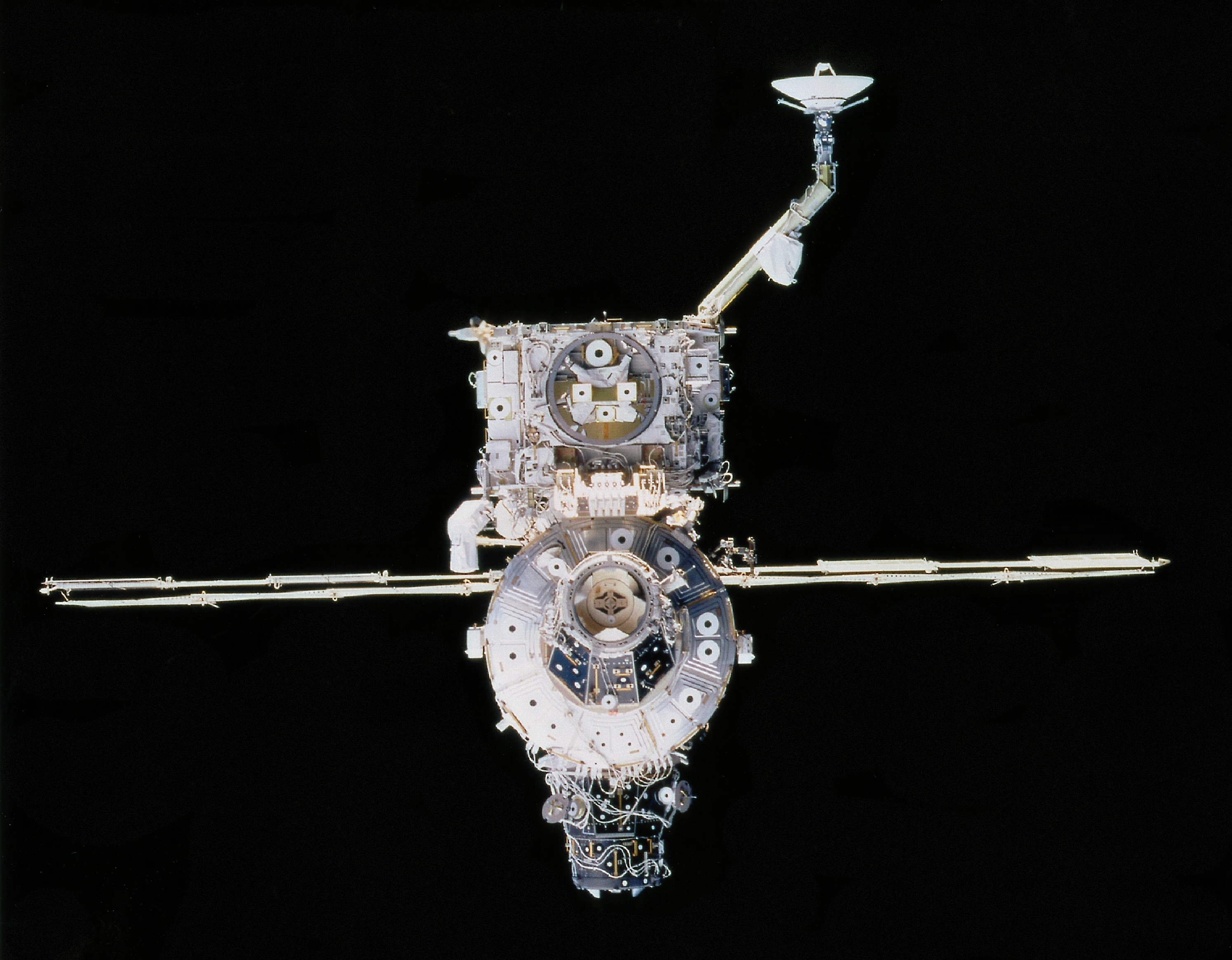
Z1 på sin plats ovanpå Unity. Bild från STS-92 i oktober 2000

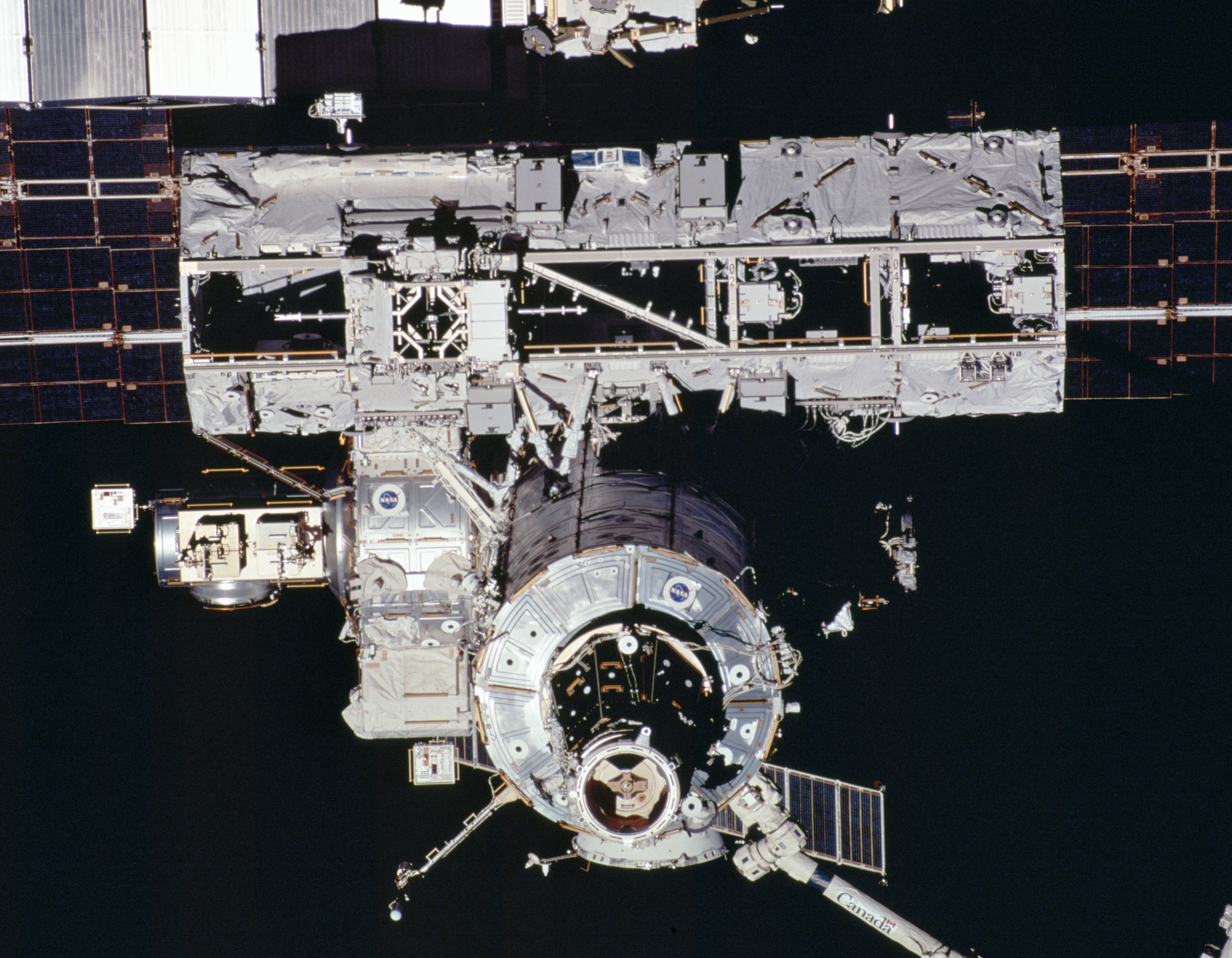
Bilden visar S0 installerad av STS-110 17 april 2002. Under S0 syns det amerikanska laboratoriet Destiny.

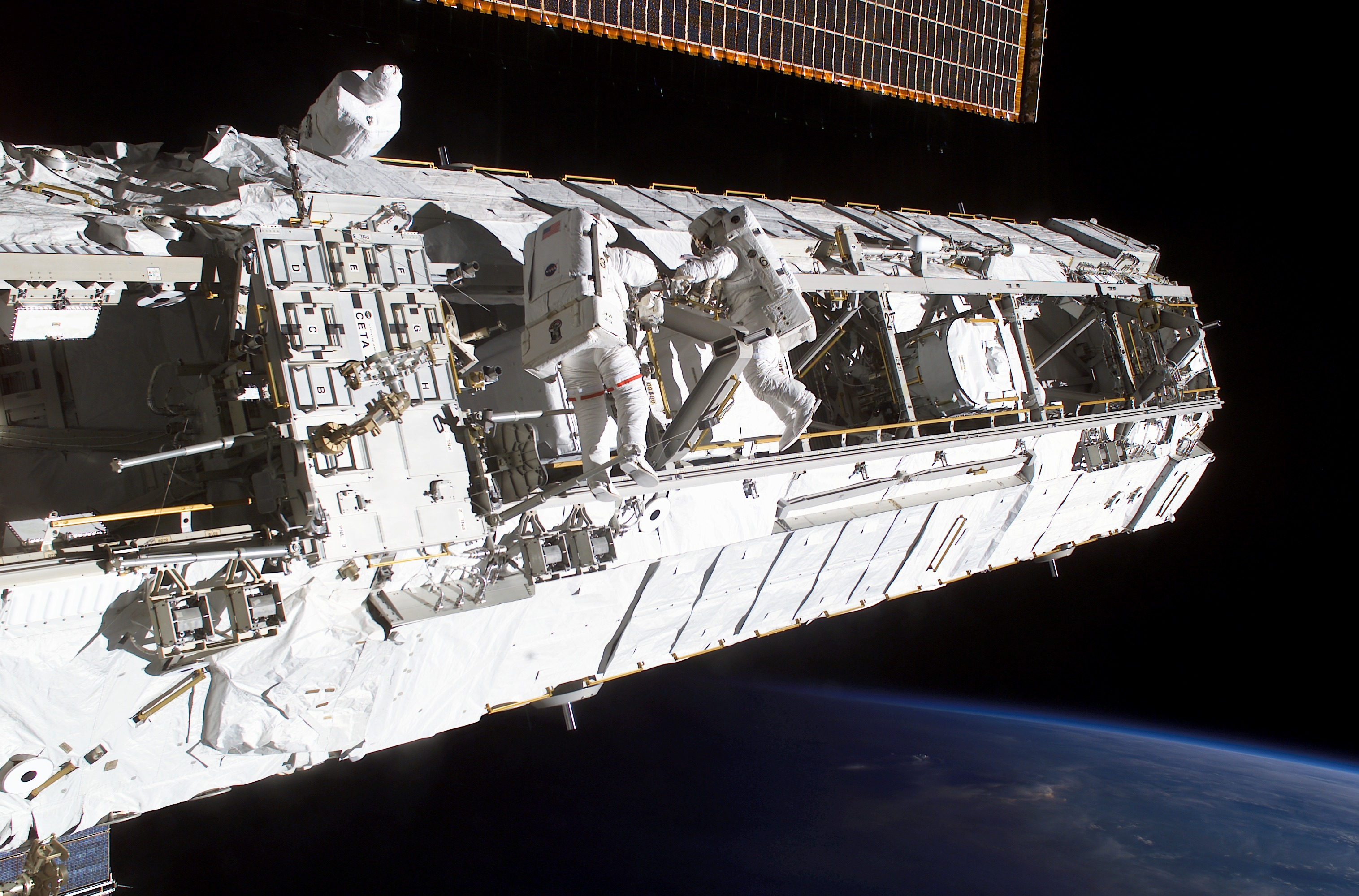
P1 efter installation av STS-113 28 november 2002

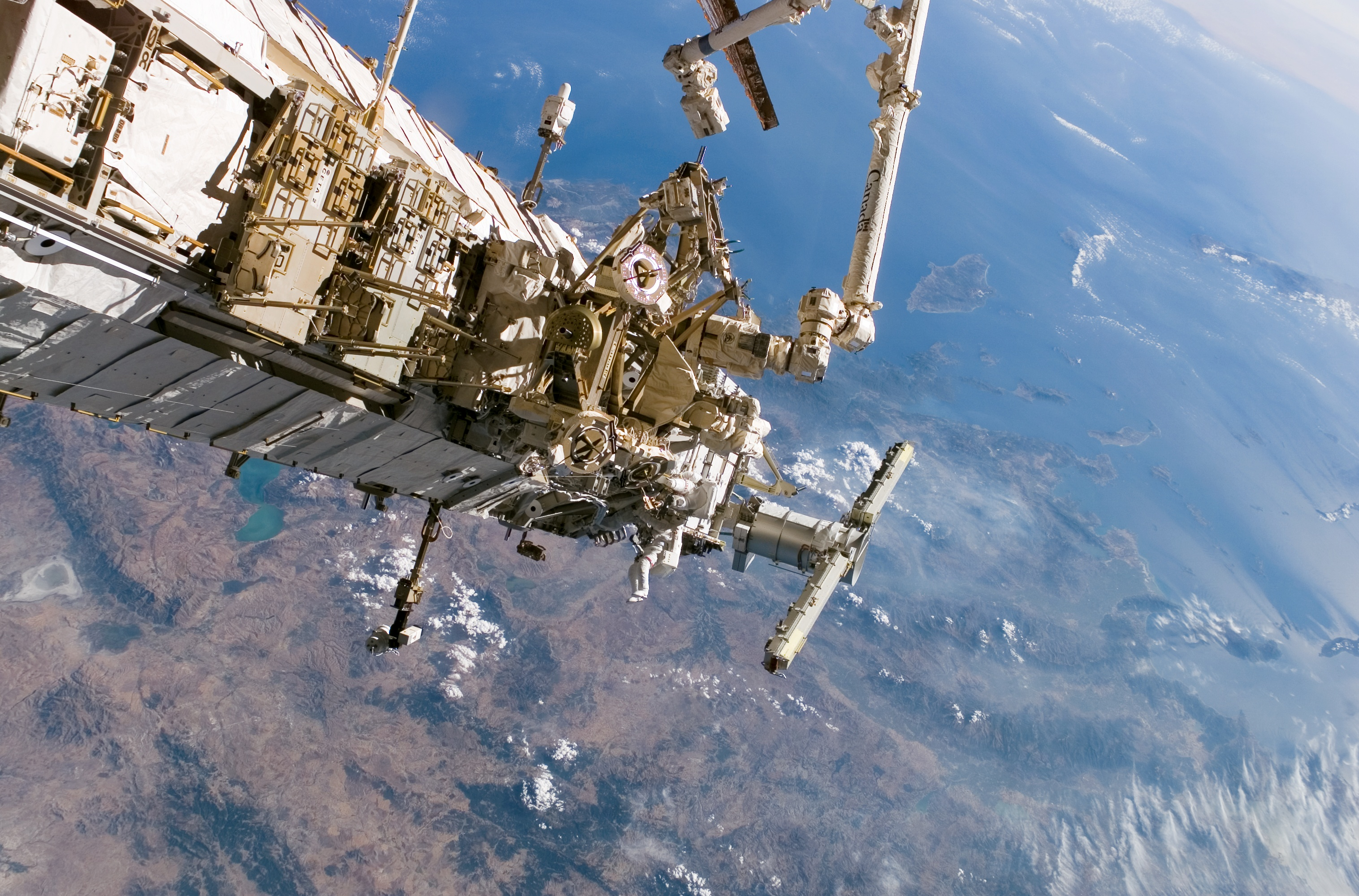
P3/P4 vid installationen utförd av STS-115 den 13 september 2006. Notera astronauterna som storleks-jämförelse.

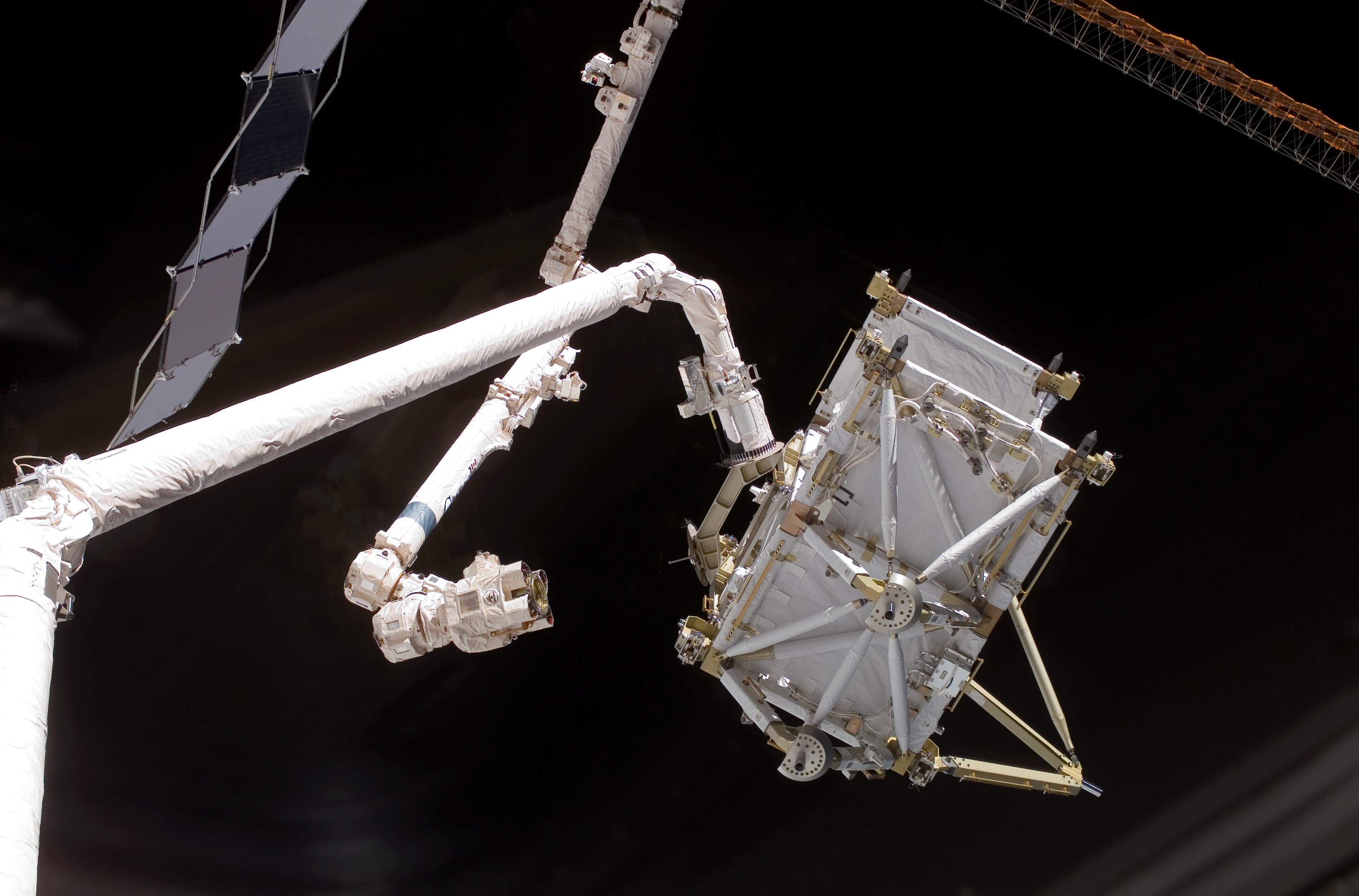
Rymdfärjan Discoverys robotarm lämnar P5 truss till ISS Canadarm-2 under STS-116 i december 2006.

Truss, Integrated Truss Structure, är den fackverkskonstruktion som är ryggraden på den Internationella rymdstationen, ISS. På truss är solpaneler, radiatorer, utvändiga lagringsplattformar, så kallade ESP, och annan utrustning monterade. 
Truss består av på Jorden prefabricerade segment som sänts upp och installerats av flera uppdrag med NASAs rymdfärjor. Det första segmentet, Z1, sköts upp och monterades av STS-92 år 2000 och det sista segmentet, S6, i mars 2009 av STS-119.
Bokstäverna S, P och Z betecknar att segmentet sitter på styrbords (engelska starboard) och babords sida (engelska port side) samt ovanpå (engelska zenit) rymdstationen.

## Struktur
|    |    |    |    |    |    |    |    |    |    |    |    |    |    |  |
|    | 1B |    | 3A |    |    |    |    |    |    |    | 2A |    | 4B |  |
|    | 1B |    | 3A | Z1 |    |    |    |    |    |    | 2A |    | 4B |  |
| S6 | S5 | S4 | S3 | S1 | S0 | S0 | S0 | P1 | P3 | P4 | P5 | P6 |    |  |
| 3B |    | 1A |    |    |    |    |    |    |    | 4A |    | 2B |    |  |
|    |    |    |    |    |    |    |    |    |    |    |    |    |    |  |

## Delar

### Z1
Z1 är inte en del av den egentliga truss, då den är ansluten ovanpå den trycksatta modulen Unity, med hjälp av en Common Berthing Mechanism port, på insidan av den finns en mindre trycksatt cylinder, med flera kabelgenomföringar. Z1 var den tillfälliga placeringsplatsen för solpanelen P6, och har i övrigt bland annat gyroskop, utrustning för neutralisering av statisk elektricitet ombord på rymdstationen, annan elektrisk utrustning samt kommunikationsutrustning.
Z1 sköts upp och installerades av STS-92 i oktober 2000 medan solpanelen P6 sköts upp och installerades av STS-97 i november 2000. P6 flyttades till sin slutliga plats intill P5 av STS-120 i oktober 2007. 
Z1 är 4,9 meter lång och väger ungefär 9 ton.

### S0
S0 är det centrala segmentet av Truss och sitter ovanför det amerikanska trycksatta laboratoriet Destiny. Från S0 leds den elektriska strömmen från solpanelerna in till rymdstationen, samt värme från rymdstationen ut till radiatorerna som sitter på S1 och P1. 
S0 installerades i april 2002 av STS-110.
S0 är 13,4 meter lång och väger ungefär 14 ton. 

### P1, S1
P1 och S1 sitter på var sin sida om S0. På dessa segment finns kärror som transporterar rymdstationens Canadarm2. På vardera av segmenten finns tre radiatorer fyllda med ammoniak, som leder bort överskottsvärme från rymdstationen. 
Segmenten är vardera 13,7 meter långa och väger ungefär 14 ton. 
S1 installerades av STS-112 i oktober 2002 och P1 installerades av STS-113 i november 2002.

### P3/P4, S3/S4
Segment P3/P4 är 13,7 meter långt och väger ungefär 15,8 ton. På P4 finns solpaneler. Mellan P3 och P4 finns en anordning som tillåter solpanelerna att rotera 360 grader så att de kan följa solen. På P3/P4 finns även en radiator. 
P3/P4 installerades av STS-115 i september 2006.
S3/S4 är ett likadant segment som P3/P4 och installerades i juni 2007 av STS-117.

### P5, S5
Dessa segment är vardera ungefär 3,3 meter långa och väger ungefär 1,9 ton. Segmenten är mellansegment och sitter mellan solpanelerna P4 och P6, respektive mellan S4 och S6. 
P5 installerades av STS-116 i december 2006. S5 sköts upp av STS-118 i augusti 2007.
Kostnaden för P5 var enligt STS-116 presskit ungefär 11 miljoner amerikanska dollar.

### P6, S6
Truss P6 och S6 innehåller solpaneler. 
P6 sköts upp och installerades på en tillfällig placering på Z1 av STS-97 i november 2000. P6 flyttades till sin slutliga plats intill P5 av STS-120 i oktober 2007.
S6 levererades och installerades på sin plats intill S5 av STS-119 i mars 2009.

### Solpaneler
På vardera truss P4, S4, P6 och S6 är monterat 2 solpaneler som är 35 meter långa och 11,5 meter breda. Eftersom de vecklas ut i motsatt riktning från varandra ger de rymdstationen en vingbredd på mer än 73 meter. 
Solpanelerna väger var och en ungefär ett ton och innehåller 32 800 solceller per panel. 
Totalt finns alltså 8 solvingar på truss. Tillsammans levererar de 84 kW.

## Slopade delar

### P2, S2
Dessa segment var ursprungligen planerade att hålla raketmotorer, men eftersom rymdstationen kan använda de raketmotorer som finns på de ryska delarna av stationen så ströks P2 och S2.